# Andreas Voigt (Regisseur)

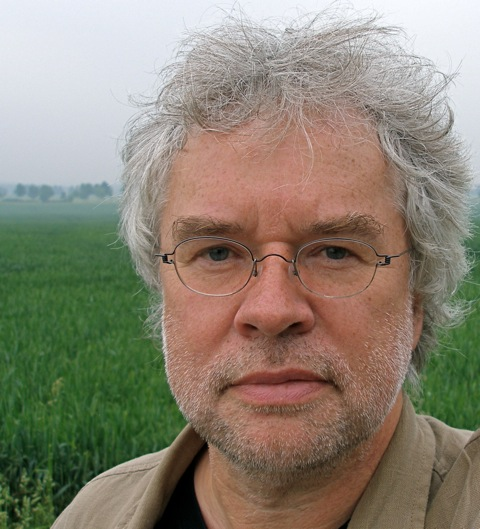
Andreas Voigt, 2008

Andreas Voigt (* 25. August 1953 in Eisleben) ist ein deutscher Regisseur und Autor für Dokumentarfilme. International bekannt geworden ist Andreas Voigt besonders durch seine „Leipzig-Filme“.

## Leben
Seine Kindheit und Jugend verbrachte Andreas Voigt in Dessau. Nach seinem Abitur an der Arbeiter- und Bauernfakultät in Halle begann er ein Physikstudium in Krakau, Polen. Nachdem er sein Studium dort abgebrochen hatte, folgte ein Studium der Volkswirtschaft und Wirtschaftsgeschichte in Berlin, das er mit einem Diplom abschloss. Nebenher arbeitete als Regie- und Aufnahmeleiter-Assistent im DEFA Studio für Dokumentarfilme. Gleich nach seinem Studium erhielt er dort einen Vertrag als Dramaturg.
Mitte der 1980er Jahre studierte er Regie an der Filmhochschule in Potsdam-Babelsberg und arbeitete von 1987 bis 1990 als Regisseur im DEFA Studio für Dokumentarfilme.
Seit der Schließung des Studios 1991 ist er freischaffend als Regisseur und Autor für Kino und Fernsehen tätig.
Neben dem Filmemachen unterrichtet Andreas Voigt an Filmschulen und gibt Regie-Seminare.
Die Filmarbeit führte ihn unter anderem nach Frankreich, Großbritannien, Georgien, Griechenland, Indien, Kasachstan, Nicaragua, den Niederlanden, Nigeria, Österreich, Polen, Spanien, Russland, Südafrika, Syrien und in die USA.

### Lehrtätigkeit: Seminare über dokumentares Arbeiten
- Eastman School of Music, Rochester University, USA
- Toronto University, Kanada
- Singapur (Film Department, NgeeAnn)
- Indien (Goethe-Institut)
- Syrien (Damaskus, Hochschule für Fernsehen)
- Drehbuchwerkstatt Niedersachsen
- Hochschule für Film und Fernsehen Potsdam-Babelsberg
- die medienakademie Hamburg, Berlin
- Universität Paderborn
- iSFF, Berlin

## Leipzig-Filme
Voigts Leipzig-Filme sind eine mehrfach preisgekrönte Film-Reihe, die zwischen 1987 und 2015 entstanden ist. Sie umfasst sechs lange Dokumentarfilme, die über knapp 30 Jahre hinweg Lebensgeschichten und Schicksale von Menschen in Leipzig erzählen und zu einem bewegenden Dokument einer Umbruchszeit wurden.
Einzelfilme der Reihe:
- Alfred, im Herbst 1986 gedreht, war Voigts Abschlussfilm an der Filmhochschule.
- Leipzig im Herbst entstand im Oktober 1989, kurz bevor die Mauer fiel, auf den Straßen der Stadt während der Montagsdemonstrationen und dokumentiert die gewaltigen Massendemonstrationen.
- Der nächste Film, Letztes Jahr Titanic, erzählt von Dezember 1989 bis Dezember 1990 von fünf Menschen im letzten Jahr der DDR und den Anfängen des vereinten Deutschlands.
- 1993 entstand Glaube Liebe Hoffnung. Über ein Jahr hinweg wird eine Gruppe radikaler Jugendlicher begleitet.
- In Große Weite Welt kehrt Voigt 1997 zurück zu einigen Protagonisten aus den früheren Filmen, um zu sehen, was aus ihnen geworden ist.
- Alles andere zeigt die Zeit eröffnete am 26. Oktober 2015 die 58. Internationale Dokumentarfilmwoche in Leipzig.

Im Juli 2015 erschienen die ersten fünf Filme unter dem Titel Leipzig Filme 1986 – 1997 gesammelt in einer DVD-Box bei Absolut Medien. Der letzte Film wurde im August 2016 auf DVD veröffentlicht.

## Filmographie

### Kinofilme
- Haus und Hof (1980, Konzept)
- Alfred (1987), (Preis der Filmklubs der DDR für den besten Dokumentarfilm)
- Leute mit Landschaft (1988), Das Kleine Fernsehspiel, ZDF
- Leipzig im Herbst (1989), (Taube 89, Preis der Jury der Internationalen Leipziger Dokumentarfilmwoche)
- Aufbruch Leipzig – Oktober 1989 (1990), (Szenarium)
- Letztes Jahr Titanic (1991), (Adolf-Grimme-Preis, Prädikat „Besonders wertvoll“)
- Grenzland eine Reise (1992), (Prix de la Direction Regionale Des Affaires Culturelles, Festival du Film de Strasbourg, Frankreich)
- Glaube Liebe Hoffnung (1994), (Grand Prix, Festival du Film de Strasbourg, Frankreich)
- Ostpreussenland (1995), (Viennale, Wien 1996)
- Grosse Weite Welt (1997)
- Invisible – illegal in Europa (2004), (European Docu Zone Award, internationale Leipziger Dokumentarfilmwoche)
- Als wir die Zukunft waren… (2015)
- Alles andere zeigt die Zeit (2015), (Bayerischer Filmpreis 2016; Internationaler Wettbewerb DOK Leipzig, Doc against Gravity, Warschau u. a.)
- Grenzland (2020)

### Fernsehfilme
- Begegnung mit Krzysztof Kieslowski (1995), für den BR
- Reyad aus Damascus (1995), für die Reihe "Fremde Kinder, ZDF/3sat
- Mr. Behrmann Leben Traum Tod (1995), für ZDF/3sat (Europäischer Beitrag "input 96" in Guadalajara, Mexiko; 1996 Silver Wolf, Hauptpreis für den besten Video Film, IDFA, Amsterdam; Preis der Jugendjury der Internationalen Leipziger Dokumentarfilmwoche)
- Am Taj Mahal (1996), für die Reihe "Fremde Kinder" in ZDF/3sat
- Kein Zuhaus in Kurdistan (1998), für die Reihe "Fremde Kinder", ZDF/3sat (Nominierung ECHO, Television & Radio Award, Wien, 1998)
- 25 kurze Filme über das Leben Arbeitsloser in Berlin-Schöneweide
- Veldpost International (1998/99), für den niederländischen TV-Sender VPRO
- trouble spots (1999) Erinnerungen an den Oktober 1989
- David@NewYork (2001), für die Reihe "Fremde Kinder", ZDF/3sat
- Der Musikant aus der Tatra (2003), für die Reihe ”Fremde Kinder”, ZDF/3sat
- Russlands kaltes Herz (2005), für Länder, Menschen, Abenteuer, SWR/NDR
- Ein Sohn der Taiga (2006), für die Reihe ”Fremde Kinder”, ZDF/3sat (Grand Prix, Earth Vision, International Film Festival Tokyo, 2008)
- Mit Rentiernomaden über den Ural (2007), SWR/Fance5 (Golden Coins, Hauptpreis Roshd International Film Festival, Teheran; Grand Prix Orobie Bergfilm Festival, Italien; Bester Film, TAC Film Festival Oregon, USA)
- 20 mal Brandenburg (2010), rbb, Episode „Der Landpfarrer“ (Adolf-Grimme-Preis für das Gesamtprojekt, 2011)
- Samuchas letzter Sommer (2010) SWR/arte (National Geographic Magazine Award, Film Festival Autrans, Frankreich)
- Die Mahouts von Kerala (2014) SWR/arte

## Filmpreise (Auswahl)
- Findlingspreis für Alfred auf dem Nationalen Festival des Dokumentarfilms der DDR in Neubrandenburg 1987
- Taube, Internationale Leipziger Dok.Film Woche (1989)
- Adolf-Grimme-Preis mit Bronze für Letztes Jahr Titanic (1991)
- Grand Prix, Festival du Film de Strasbourg (1994)
- IDFA Award for Best Mid-Length Documentary, International Documentary Film Festival Amsterdam (1996) für Mr. Behrmann – Leben Traum Tod[1]
- Preis der DEFA-Stiftung Zur Förderung der deutschen Filmkunst
- Grand Prix, Earth Vision Festival, Tokyo
- Bayerischer Filmpreis 2016 für Alles andere zeigt die Zeit